# 秘魯櫛石首魚
秘魯櫛石首魚（学名：Ctenosciaena peruviana）為輻鰭魚綱鱸形目鱸亞目石首魚科的其中一種，其种加词“peruviana”意为“秘鲁的”。分布於東南太平洋的秘魯海域，棲息深度20-324公尺，體長可達21公分，棲息在沿岸沙泥底質海域，以甲殼類等為食，可做為食用魚。